# Scooby-Doo! Classic Creep Capers
Scooby Doo! Classic Creep Capers — игра в жанре платформер, выпущенная для Nintendo 64 и Game Boy Color в 2000 году. Сюжет игры основан на мультфильме компании Hanna-Barbera «Скуби-Ду».

## Игровой процесс
В каждом уровне Шегги и Скуби должны находить улики и ловушки по мере прохождения уровня. Помогают им Велма, Фред и Дафна.
Когда Шегги забоится достаточное количество раз, он убегает из экрана, и уровень начинается заново. Источником страха могут быть простые вещи, например открытие саркофага с мумией. Чтобы избавиться от страха, игрок должен найти еду в столовой или собирать закуски, которые лежат на земле.
В некоторых местах можно спрятаться от злодея.
Противниками являются привидения которых можно встретить в самом первом мультсериале «Скуби-Ду, Где ты!»: Чёрный Рыцарь, снежное привидение, Шаман, и король вурдалаков, который впервые появился в игре.

## Восприятие
| Сводный рейтинг | Сводный рейтинг |
| Агрегатор       | Оценка          |
| --------------- | --------------- |
| Metacritic      | 53/100          |

Игра получила разные оценки от критиков. Версия для Game Boy Color была оценена выше (7/10), чем версия для Nintendo 64 (6/10).